# Regina George (personaggio)
Regina George è la principale antagonista del film del 2004 Mean Girls e della sua omonima trasposizione musical. È interpretata da Rachel McAdams nel film originale, Taylor Louderman è stata la sua prima interprete nel musical di Broadway, mentre Reneé Rapp, dopo averla impersonata a Broadway come sostituta, l'ha interpretata nell'adattamento cinematografico del musical.

## Sviluppo
Lindsay Lohan, interprete di Cady, aveva inizialmente realizzato un provino per il ruolo di Regina, poiché le sarebbe piaciuto avere “la parte migliore”. Rachel McAdams era invece originariamente interessata nel ruolo di Cady, perché si sentiva più nella parte dell’eroina piuttosto che in quella dell’antagonista.

## Biografia del personaggio
Regina è cresciuta in una famiglia molto ricca.  Sua madre è nel mezzo di una crisi di mezza età e cerca di imitare sua figlia indossando tantissimo trucco e vestiti troppo giovanili per lei. Ha una sorella minore di nome Kylie che copia sempre ciò che le ragazze fanno in televisione, anche se la maggior parte di quello che imita è inappropriato. È influenzata da sua madre e ha imparato a controllare tutti intorno a lei, compresi gli adulti. È stata amica di Karen Smith e Gretchen Wieners per molti anni prima dell'arrivo di Cady. Prima che Regina fosse amica di Gretchen e Karen, era molto amica di Janis Ian, ma quando Regina si era fidanzata sentiva che Janis fosse ossessionata da lei e proprio per questo in terza media aveva diffuso la voce che Janis fosse lesbica, facendo lasciare la scuola a Janis nonostante un suo futuro ritorno.

### Mean Girls
Quando Cady arriva dall'Africa, si evince che Regina sia molto gelosa del suo aspetto, quindi la invita a unirsi al suo gruppo. Le Barbie e Cady diventano amiche. Regina e le sue amiche cominciano ad insegnare a Cady come essere popolari. Quando Regina scopre che Cady ha una cotta per il suo ex fidanzato, Aaron Samuels, diventa gelosa e torna insieme a lui. Cady inizia a conoscere la sua cattiveria e complotta contro di lei con Janis e il loro amico Damian. Regina inizia ad aumentare di peso a causa di barrette energetiche che fanno ingrassare donatele da Cady che fa credere a Regina che siano delle barrette dietetiche.  Cady diventa un clone di Regina, vendicativa quanto lei ed inizia a truccarsi e usare il profumo di Regina. Gretchen e Karen si stancano della costante ostilità nei loro confronti e decidono di rendere Cady la nuova ape regina; inoltre, Cady, per mettere ancora più in cattiva luce Regina George, rivela ad Aaron che la sua ragazza lo tradisce con un altro ragazzo: Shane Oman.
Alla festa di Cady, Regina sorprende Cady ed Aaron e successivamente, grazie a Shane, scopre che le barrette che mangia continuamente le fanno guadagnare peso. Giura vendetta su Cady: inserisce se stessa nel suo malvagio album rosa, dove il suo gruppo prende in giro le altre ragazze durante l'anno, lo porta al preside della scuola e le fa notare che le autrici devono essere per forza Cady, Gretchen e Karen dato che sono le uniche che mancano.  Sparge copie delle pagine per la scuola, il che porta a un'assemblea di scuola di sole ragazze.  Dopo che Regina scopre tutte le cattive azioni di Cady, litigano vivacemente ma Regina viene investita dallo scuolabus. Si rompe la schiena, ma in compenso Cady diventa la ragazza più odiata della scuola. Alla festa scolastica di fine anno, dove vengono incoronati i re e le reginette tramite le votazioni degli studenti, Regina è tra le ragazze nominate ma Cady vince il titolo e si scusa con tutti coloro che sono stati feriti dall’album. Le Barbie si sciolgono e quando guarisce, Regina cambia positivamente, sfogando la sua rabbia nello sport (Lacrosse) e a scuola torna la pace. Karen Smith, un altro componente delle Barbie, diventa la meteorologa ufficiale della scuola; Gretchen Wieners, invece, entra a far parte di un altro gruppo di ragazzi (in inglese: "Cool Asians").

## Caratterizzazione del personaggio
Regina ha lunghi capelli biondi con una lieve frangia laterale. Grazie alla sua ricchezza, Regina è in grado di acquistare i vestiti migliori e più alla moda nei negozi più costosi. Indossa sempre la sua collana "R". Sembra anche che le piacciano gli orecchini a cerchio di oro bianco e vieta a Gretchen di indossarli perché sono il suo simbolo.
In realtà Regina è molto insicura riguardo al suo aspetto, ma viene ammirata da tutte e da tutti.
All’inizio del film, Regina è egoista, presuntuosa e vanitosa. Falsa e doppiogiochista, come si è visto in diverse parti del film (quando si mette con Aaron solo per far arrabbiare Cady). Fa di tutto per ottenere ciò che vuole. Regina è una grandissima manipolatrice: ha tutta la scuola in pugno e ha vittimizzato la maggior parte delle alunne nell'album rosa.
È la tipica ragazza perfetta esteticamente, magra, bionda e alta, ma malvagia e spietata.

## Accoglienza
Il personaggio ha lanciato la carriera della McAdams nell’industria cinematografica. Liam Lacey del Globe and Mail ha descritto l’interpretazione dell’attrice come “eccellentemente cattiva”. Pluggedin, descrivendo il carattere di Regina “scaltro, egoista e fuori controllo” come una conseguenza della scarsa e negativa educazione della madre, ha confrontato il loro rapporto con quello di Cody e sua madre, lodando il loro umoristico ma profondo contrasto. Michael Gibson di USA Today ha elogiato la McAdams, dichiarando: “Ha sia l'aspetto biondo che il talento comico per essere una perfetta cattiva del liceo“. Reelingreviews ha affermato: “McAdams interpreta Regina con la giusta nota di superiorità ed egoismo“. Rolling Stone ha chiamato l’attrice “dalla lingua tagliente”.

## Impatto culturale
Il personaggio di Regina ha dato origine a moltissime citazioni, rimaste nella storia della cultura pop. La cantautrice statunitense Mariah Carey ha dichiarato di aver basato la propria canzone Obsessed sulla battuta di Regina, "Why are you so obsessed with me?", che ripete cantando all’inizio del brano. La popstar Katy Perry ha citato il personaggio in un apparente riferimento ("Beware the Regina George in sheep's clothing") alla collega Taylor Swift. Il video di Thank U, Next della cantante Ariana Grande è un omaggio al film, e la stessa Grande ha impersonato Regina in esso.
The Hollywood Reporter ha definito Regina il ventitreesimo miglior personaggio femminile di sempre.